# Horacio Nava
Horacio Nava Reza (Chihuahua, 20 gennaio 1982) è un marciatore messicano.

## Palmarès
| Anno | Manifestazione      | Sede           | Evento       | Risultato | Prestazione | Note                                     |
| ---- | ------------------- | -------------- | ------------ | --------- | ----------- | ---------------------------------------- |
| 2007 | Giochi panamericani | Rio de Janeiro | Marcia 50 km | Argento   | 3h52'35"    |                                          |
| 2007 | Mondiali            | Osaka          | Marcia 50 km | 9º        | 3h58'17"    |                                          |
| 2008 | Giochi olimpici     | Pechino        | Marcia 50 km | 6º        | 3h45'21"    | Miglior prestazione personale            |
| 2009 | Mondiali            | Berlino        | Marcia 50 km | 18º       | 3h56'26"    | Miglior prestazione personale stagionale |
| 2011 | Mondiali            | Taegu          | Marcia 20 km | 15º       | 1h24'15"    |                                          |
| 2011 | Giochi panamericani | Guadalajara    | Marcia 50 km | Oro       | 3h48'58"    |                                          |
| 2012 | Giochi olimpici     | Londra         | Marcia 50 km | 13º       | 3h46'59"    |                                          |
| 2013 | Mondiali            | Mosca          | Marcia 50 km | 32º       | 3h58'09"    |                                          |
| 2014 | Giochi CAC          | Veracruz       | Marcia 20 km | Oro       | 1h25'05"    |                                          |
| 2015 | Giochi panamericani | Toronto        | Marcia 50 km | Bronzo    | 3h57'28"    |                                          |
| 2015 | Mondiali            | Pechino        | Marcia 20 km | 29º       | 1h24'40"    | Miglior prestazione personale stagionale |
| 2016 | Giochi olimpici     | Rio de Janeiro | Marcia 50 km | 13º       | 3h50'53"    |                                          |
| 2017 | Mondiali            | Londra         | Marcia 50 km | 16º       | 3h47'53"    | Miglior prestazione personale stagionale |
| 2019 | Giochi panamericani | Lima           | Marcia 50 km | Argento   | 3h51'45"    | Miglior prestazione personale stagionale |
| 2019 | Mondiali            | Doha           | Marcia 50 km | 18º       | 4h24'16"    |                                          |
| 2021 | Giochi olimpici     | Tokyo          | Marcia 50 km | 44º       | 4h19'00"    |                                          |